# Turn- und Sportverein München von 1860 2007-2008
Questa voce raccoglie le informazioni riguardanti il Turn- und Sportverein München von 1860 nelle competizioni ufficiali della stagione 2007-2008.

## Stagione
In questa stagione la squadra è stata in media la più giovane della seconda serie tedesca, ma senza dubbio una delle più talentuose. Dopo la prima parte di stagione, coronata da risultati roboanti, è letteralmente crollata nel girone di ritorno, conquistando la matematica permanenza solo alla penultima giornata (nel pareggio casalingo 1-1 contro il Osnabrück). Dopo la sfiducia degli azionisti del club ad Albrecht von Linde, il 26 maggio è stato eletto come nuovo presidente Rainer Beeck, il quale ha subito affermato la volontà di rinforzare la squadra e dichiarato il progetto di risalire in Bundesliga entro il 2010, anno in cui il club compie 150 anni.

## Rosa
| N. |                        | Ruolo | Calciatore            |
| -- | ---------------------- | ----- | --------------------- |
| 1  | Germania (bandiera)    | P     | Michael Hofmann       |
| 12 | Germania (bandiera)    | P     | Philipp Tschauner     |
| 5  | Stati Uniti (bandiera) | D     | Gregg Berhalter       |
| 20 | Germania (bandiera)    | D     | Christoph Burkhard    |
| 28 | Germania (bandiera)    | D     | Alexander Eberlein    |
| 19 | Georgia (bandiera)     | D     | Mate Ghvinianidze     |
| 4  | Germania (bandiera)    | D     | Torben Hoffmann       |
| 14 | Grecia (bandiera)      | D     | José Holebas          |
| 33 | Stati Uniti (bandiera) | D     | Fabian Johnson        |
| 23 | Germania (bandiera)    | D     | Benjamin Schwarz      |
| 30 | Polonia (bandiera)     | D     | Łukasz Szukała        |
| 16 | Germania (bandiera)    | D     | Markus Thorandt       |
| 26 | Austria (bandiera)     | C     | Julian Baumgartlinger |
| 22 | Germania (bandiera)    | C     | Lars Bender           |

| N. |                        | Ruolo | Calciatore         |
| -- | ---------------------- | ----- | ------------------ |
| 17 | Germania (bandiera)    | C     | Sven Bender        |
| 7  | Germania (bandiera)    | C     | Daniel Bierofka    |
| 32 | Germania (bandiera)    | C     | Manuel Duhnke      |
| 18 | Germania (bandiera)    | C     | Timo Gebhart       |
| 25 | Canada (bandiera)      | C     | Nikolas Ledgerwood |
| 8  | Germania (bandiera)    | C     | Danny Schwarz      |
| 27 | Germania (bandiera)    | C     | Björn Ziegenbein   |
| 9  | Germania (bandiera)    | A     | Antonio Di Salvo   |
| 10 | Turchia (bandiera)     | A     | Berkant Göktan     |
| 24 | Germania (bandiera)    | A     | Mustafa Kučuković  |
| 13 | Cambogia (bandiera)    | A     | Chhunly Pagenburg  |
| 35 | Germania (bandiera)    | A     | Manuel Schäffler   |
| 21 | Germania (bandiera)    | A     | Markus Schroth     |
| 11 | Stati Uniti (bandiera) | A     | Josh Wolff         |

## Organigramma societario
Area tecnica
- Allenatore: Marco Kurz
- Allenatore in seconda: Günther Gorenzel-Simonitsch
- Preparatore dei portieri: Jürgen Wittmann
- Preparatori atletici:

## Risultati

### 2. Bundesliga

#### Girone di andata
| Arbitro: | Kinhöfer |

|                         |           |                                                           |
| Hdiouad 34’ (rig.), 79’ | Marcatori | 16’ Göktan 30’, 55’, 81’ Di Salvo 42’ Bierofka 72’ Bender |

| Arbitro: | Gagelmann |

|                                      |           |              |
| Berhalter 54’, 87’ (rig.) Göktan 71’ | Marcatori | 12’ Runström |

| Arbitro: | Zwayer |

|  |           |                                      |
|  | Marcatori | 33’ Di Salvo 38’ Johnson 90’ Schwarz |

| Arbitro: | Gräfe |

|                      |           |               |
| Berhalter 78’ (rig.) | Marcatori | 67’ Novakovič |

| Aquisgrana 16 settembre 2007, ore 14:00 CEST 5ª giornata | Alemannia Aquisgrana | 0 – 0 referto | Monaco 1860 | Stadio Tivoli (20 671 spett.)\| Arbitro: \| Kempter \| |
| Arbitro:                                                 | Kempter              |               |             |                                                        |

| Arbitro: | Henschel |

|                         |           |           |
| Di Salvo 13’ Göktan 28’ | Marcatori | 33’ Braun |

| Arbitro: | Kinhöfer |

|                                        |           |  |
| Gunkel 33’ Borja 67’ Karhan 79’ (rig.) | Marcatori |  |

| Arbitro: | Lupp |

|                   |           |                       |
| Di Salvo 27’, 60’ | Marcatori | 36’ Šukalo 86’ Djokaj |

| Arbitro: | Wingenbach |

|  |           |                         |
|  | Marcatori | 47’ Bierofka 90’ Göktan |

| Arbitro: | Merk |

|  |           |                                    |
|  | Marcatori | 45’, 86’ Karaslavov 55’ Maierhofer |

| Arbitro: | Schmidt |

|                            |           |  |
| Bender 33’ Göktan 62’, 70’ | Marcatori |  |

| Wiesbaden 4 novembre 2007, ore 14:00 CET 12ª giornata | Wehen Wiesbaden | 0 – 0 referto | Monaco 1860 | BRITA-Arena (11 375 spett.)\| Arbitro: \| Winkmann \| |
| Arbitro:                                              | Winkmann        |               |             |                                                       |

| Monaco di Baviera 12 novembre 2007, ore 20:15 CET 13ª giornata | Monaco 1860 | 0 – 0 referto | Borussia M'gladbach | Allianz Arena (31 000 spett.)\| Arbitro: \| Kempter \| |
| Arbitro:                                                       | Kempter     |               |                     |                                                        |

| Arbitro: | Fandel |

|                        |           |                           |
| Uzoma 13’ Pitroipa 71’ | Marcatori | 54’ Schwarz 85’ Kučuković |

| Monaco di Baviera 2 dicembre 2007, ore 14:00 CET 15ª giornata | Monaco 1860 | 0 – 0 referto | Paderborn | Allianz Arena (28 100 spett.)\| Arbitro: \| Christ \| |
| Arbitro:                                                      | Christ      |               |           |                                                       |

| Arbitro: | Grudzinski |

|                                         |           |  |
| Reichenberger 9’, 58’ Cichon 34’ (rig.) | Marcatori |  |

| Arbitro: | Dingert |

|                                                                  |           |  |
| Bierofka 13’, 71’ Berhalter 42’ (rig.) Holebas 63’ Kučuković 64’ | Marcatori |  |

#### Girone di ritorno
| Arbitro: | Seemann |

|  |           |                           |
|  | Marcatori | 43’, 62’ Thurk 52’ Wenzel |

| Arbitro: | Welz |

|                      |           |                           |
| Schönheim 11’ (rig.) | Marcatori | 74’ Kučuković 90’ Holebas |

| Arbitro: | Weiner |

|  |           |            |
|  | Marcatori | 20’ Copado |

| Colonia 22 febbraio 2008, ore 18:00 CET 21ª giornata | Colonia | 0 – 0 referto | Monaco 1860 | RheinEnergieStadion (46 000 spett.)\| Arbitro: \| Kircher \| |
| Arbitro:                                             | Kircher |               |             |                                                              |

| Monaco di Baviera 2 marzo 2008, ore 14:00 CET 22ª giornata | Monaco 1860 | 0 – 0 referto | Alemannia Aquisgrana | Allianz Arena (21 800 spett.)\| Arbitro: \| Zwayer \| |
| Arbitro:                                                   | Zwayer      |               |                      |                                                       |

| Amburgo 10 marzo 2008, ore 20:15 CET 23ª giornata | St. Pauli | 0 – 0 referto | Monaco 1860 | Millerntor-Stadion (21 853 spett.)\| Arbitro: \| Wagner \| |
| Arbitro:                                          | Wagner    |               |             |                                                            |

| Arbitro: | Kempter |

|                      |           |            |
| Berhalter 58’ (rig.) | Marcatori | 48’ Baljak |

| Arbitro: | Winkmann |

|                                                       |           |            |
| Thorandt 17’ (aut.) Berhalter 23’ (aut.) Hartmann 67’ | Marcatori | 14’ Göktan |

| Arbitro: | Frank |

|            |           |                                 |
| Göktan 72’ | Marcatori | 60’ Werner 87’ Walsleben-Schied |

| Arbitro: | Grudzinski |

|                               |           |              |
| Reisinger 5’, 56’ Cidimar 90’ | Marcatori | 25’ Bierofka |

| Arbitro: | Walz |

|                               |           |  |
| Johnson 29’ (aut.) Türker 56’ | Marcatori |  |

| Arbitro: | Seemann |

|                           |           |             |
| Thorandt 45’ Bierofka 84’ | Marcatori | 90’ Schwarz |

| Arbitro: | Christ |

|                          |           |                         |
| Neuville 18’, 48’ (rig.) | Marcatori | 24’ Di Salvo 45’ Göktan |

| Arbitro: | Wingenbach |

|  |           |                                    |
|  | Marcatori | 31’ Idrissou 41’ Matmour 80’ Güneş |

| Arbitro: | Schmidt |

|                                          |           |              |
| Gonther 37’ Koen 48’ Thorandt 90’ (aut.) | Marcatori | 61’ Bierofka |

| Arbitro: | Drees |

|            |           |              |
| Göktan 55’ | Marcatori | 38’ Hennings |

| Arbitro: | Willenborg |

|           |           |             |
| Nemec 71’ | Marcatori | 90’ Johnson |

### Coppa di Germania
| Arbitro: | Seemann |

|  |           |                       |
|  | Marcatori | 4’, 75’, 83’ Di Salvo |

| Arbitro: | Meyer |

|                         |           |           |
| Di Salvo 50’ Göktan 88’ | Marcatori | 52’ Borja |

| Arbitro: | Gagelmann |

|                      |           |                                       |
| Kolev 10’ Ebbers 40’ | Marcatori | 83’ Schwarz 85’ Kučuković 88’ Johnson |

| Arbitro: | Gagelmann |

|                    |           |  |
| Ribéry 120’ (rig.) | Marcatori |  |

## Statistiche

### Statistiche di squadra
| Competizione      | Punti | In casa | In casa | In casa | In casa | In casa | In casa | In trasferta | In trasferta | In trasferta | In trasferta | In trasferta | In trasferta | Totale | Totale | Totale | Totale | Totale | Totale | DR |
| Competizione      | Punti | G       | V       | N       | P       | Gf      | Gs      | G            | V            | N            | P            | Gf           | Gs           | G      | V      | N      | P      | Gf     | Gs     | DR |
| ----------------- | ----- | ------- | ------- | ------- | ------- | ------- | ------- | ------------ | ------------ | ------------ | ------------ | ------------ | ------------ | ------ | ------ | ------ | ------ | ------ | ------ | -- |
| 2. Bundesliga     | 41    | 17      | 5       | 7       | 5       | 21      | 20      | 17           | 4            | 7            | 6            | 21           | 25           | 34     | 9      | 14     | 11     | 42     | 45     | -3 |
| Coppa di Germania | -     | 1       | 1       | 0       | 0       | 2       | 1       | 3            | 2            | 0            | 1            | 6            | 3            | 4      | 3      | 0      | 1      | 8      | 4      | +4 |
| Totale            | -     | 18      | 6       | 7       | 5       | 23      | 21      | 20           | 6            | 7            | 7            | 27           | 28           | 38     | 12     | 14     | 12     | 50     | 49     | +1 |

### Andamento in campionato
| Giornata  | 1 | 2 | 3 | 4 | 5 | 6 | 7 | 8 | 9 | 10 | 11 | 12 | 13 | 14 | 15 | 16 | 17 | 18 | 19 | 20 | 21 | 22 | 23 | 24 | 25 | 26 | 27 | 28 | 29 | 30 | 31 | 32 | 33 | 34 |
| --------- | - | - | - | - | - | - | - | - | - | -- | -- | -- | -- | -- | -- | -- | -- | -- | -- | -- | -- | -- | -- | -- | -- | -- | -- | -- | -- | -- | -- | -- | -- | -- |
| Luogo     | T | C | T | C | T | C | T | C | T | C  | C  | T  | C  | T  | C  | T  | C  | C  | T  | C  | T  | C  | T  | C  | T  | C  | T  | T  | C  | T  | C  | T  | C  | T  |
| Risultato | V | V | V | N | N | V | P | N | V | P  | V  | N  | N  | N  | N  | P  | V  | P  | V  | P  | N  | N  | N  | N  | P  | P  | P  | P  | V  | N  | P  | P  | N  | N  |
| Posizione | 1 | 1 | 1 | 1 | 1 | 1 | 1 | 4 | 2 | 5  | 3  | 3  | 4  | 4  | 6  | 6  | 6  | 6  | 4  | 6  | 7  | 8  | 8  | 8  | 8  | 8  | 9  | 10 | 9  | 9  | 10 | 10 | 10 | 11 |

Legenda:

Luogo: C = Casa; T = Trasferta. Risultato: V = Vittoria; N = Pareggio; P = Sconfitta.

### Statistiche dei giocatori
| Giocatore         | 2. Bundesliga | 2. Bundesliga | 2. Bundesliga | 2. Bundesliga | Coppa di Germania | Coppa di Germania | Coppa di Germania | Coppa di Germania | Totale   | Totale | Totale      | Totale     |
| Giocatore         | Presenze      | Reti          | Ammonizioni   | Espulsioni    | Presenze          | Reti              | Ammonizioni       | Espulsioni        | Presenze | Reti   | Ammonizioni | Espulsioni |
| ----------------- | ------------- | ------------- | ------------- | ------------- | ----------------- | ----------------- | ----------------- | ----------------- | -------- | ------ | ----------- | ---------- |
| M. Hofmann        | 18            | 0             | 0             | 0             | 3                 | 0                 | 0                 | 0                 | 21       | 0      | 0           | 0          |
| P. Tschauner      | 16            | 0             | 1             | 0             | 2                 | 0                 | 0                 | 0                 | 18       | 0      | 1           | 0          |
| G. Berhalter      | 26            | 5             | 7             | 1             | 4                 | 0                 | 0                 | 0                 | 30       | 5      | 7           | 1          |
| C. Burkhard       | -             | -             | -             | -             | -                 | -                 | -                 | -                 | -        | -      | -           | -          |
| A. Eberlein       | 1             | 0             | 0             | 0             | -                 | -                 | -                 | -                 | 1        | 0      | 0           | 0          |
| M. Ghvinianidze   | 13            | 0             | 1             | 1             | 2                 | 0                 | 0                 | 0                 | 15       | 0      | 1           | 1          |
| T. Hoffmann       | 29            | 0             | 4             | 0             | 4                 | 0                 | 1                 | 0                 | 33       | 0      | 5           | 0          |
| J. Holebas        | 18            | 2             | 0             | 0             | 2                 | 0                 | 0                 | 0                 | 20       | 2      | 0           | 0          |
| F. Johnson        | 27            | 2             | 1             | 0             | 3                 | 1                 | 0                 | 0                 | 30       | 3      | 1           | 0          |
| B. Schwarz        | 12            | 0             | 0             | 1             | 1                 | 0                 | 0                 | 1                 | 13       | 0      | 0           | 2          |
| Ł. Szukała        | 9             | 0             | 1             | 0             | -                 | -                 | -                 | -                 | 9        | 0      | 1           | 0          |
| M. Thorandt       | 28            | 1             | 10            | 1             | 3                 | 0                 | 0                 | 1                 | 31       | 1      | 10          | 2          |
| J. Baumgartlinger | 5             | 0             | 1             | 0             | 1                 | 0                 | 0                 | 0                 | 6        | 0      | 1           | 0          |
| L. Bender         | 28            | 1             | 9             | 0             | 3                 | 0                 | 0                 | 0                 | 31       | 1      | 9           | 0          |
| S. Bender         | 27            | 1             | 4             | 0             | 3                 | 0                 | 2                 | 0                 | 30       | 1      | 6           | 0          |
| D. Bierofka       | 32            | 7             | 4             | 0             | 4                 | 0                 | 0                 | 0                 | 36       | 7      | 4           | 0          |
| M. Duhnke         | 1             | 0             | 0             | 0             | -                 | -                 | -                 | -                 | 1        | 0      | 0           | 0          |
| T. Gebhart        | 21            | 0             | 5             | 0             | 4                 | 0                 | 1                 | 0                 | 25       | 0      | 6           | 0          |
| N. Ledgerwood     | 6             | 0             | 0             | 0             | 1                 | 0                 | 0                 | 0                 | 7        | 0      | 0           | 0          |
| D. Schwarz        | 30            | 2             | 6             | 0             | 4                 | 1                 | 0                 | 0                 | 34       | 3      | 6           | 0          |
| B. Ziegenbein     | 3             | 0             | 0             | 0             | -                 | -                 | -                 | -                 | 3        | 0      | 0           | 0          |
| A. Salvo          | 28            | 8             | 1             | 0             | 2                 | 4                 | 0                 | 0                 | 30       | 12     | 1           | 0          |
| B. Göktan         | 24            | 10            | 4             | 0             | 2                 | 1                 | 0                 | 0                 | 26       | 11     | 4           | 0          |
| M. Kučuković      | 23            | 3             | 4             | 0             | 3                 | 1                 | 1                 | 0                 | 26       | 4      | 5           | 0          |
| C. Pagenburg      | 5             | 0             | 0             | 0             | 2                 | 0                 | 0                 | 0                 | 7        | 0      | 0           | 0          |
| M. Schäffler      | 1             | 0             | 0             | 0             | -                 | -                 | -                 | -                 | 1        | 0      | 0           | 0          |
| M. Schroth        | -             | -             | -             | -             | -                 | -                 | -                 | -                 | -        | -      | -           | -          |
| J. Wolff          | 25            | 0             | 3             | 0             | 3                 | 0                 | 0                 | 0                 | 28       | 0      | 3           | 0          |